# نوشت‌افزار

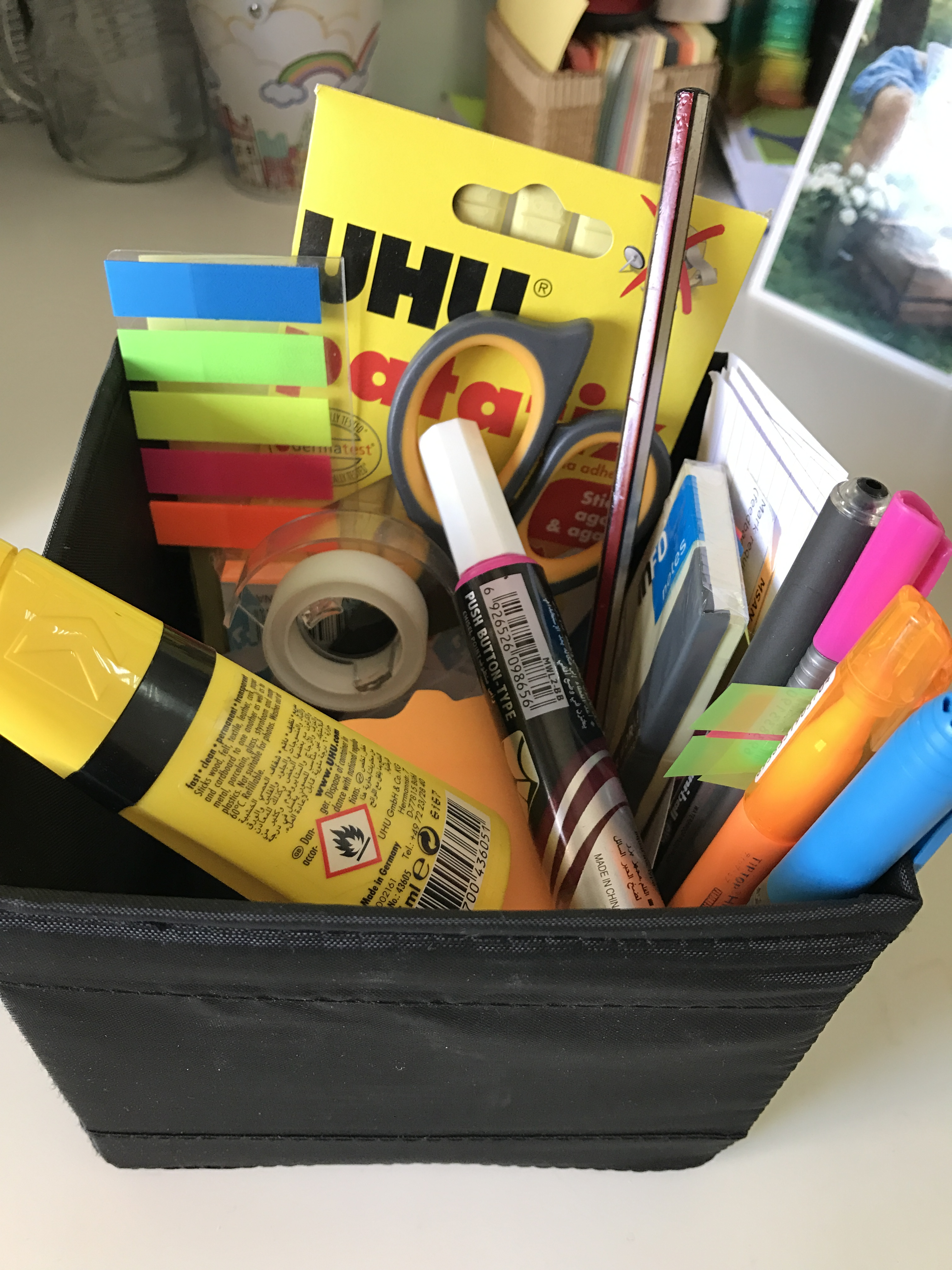
شماری نوشت‌افزار

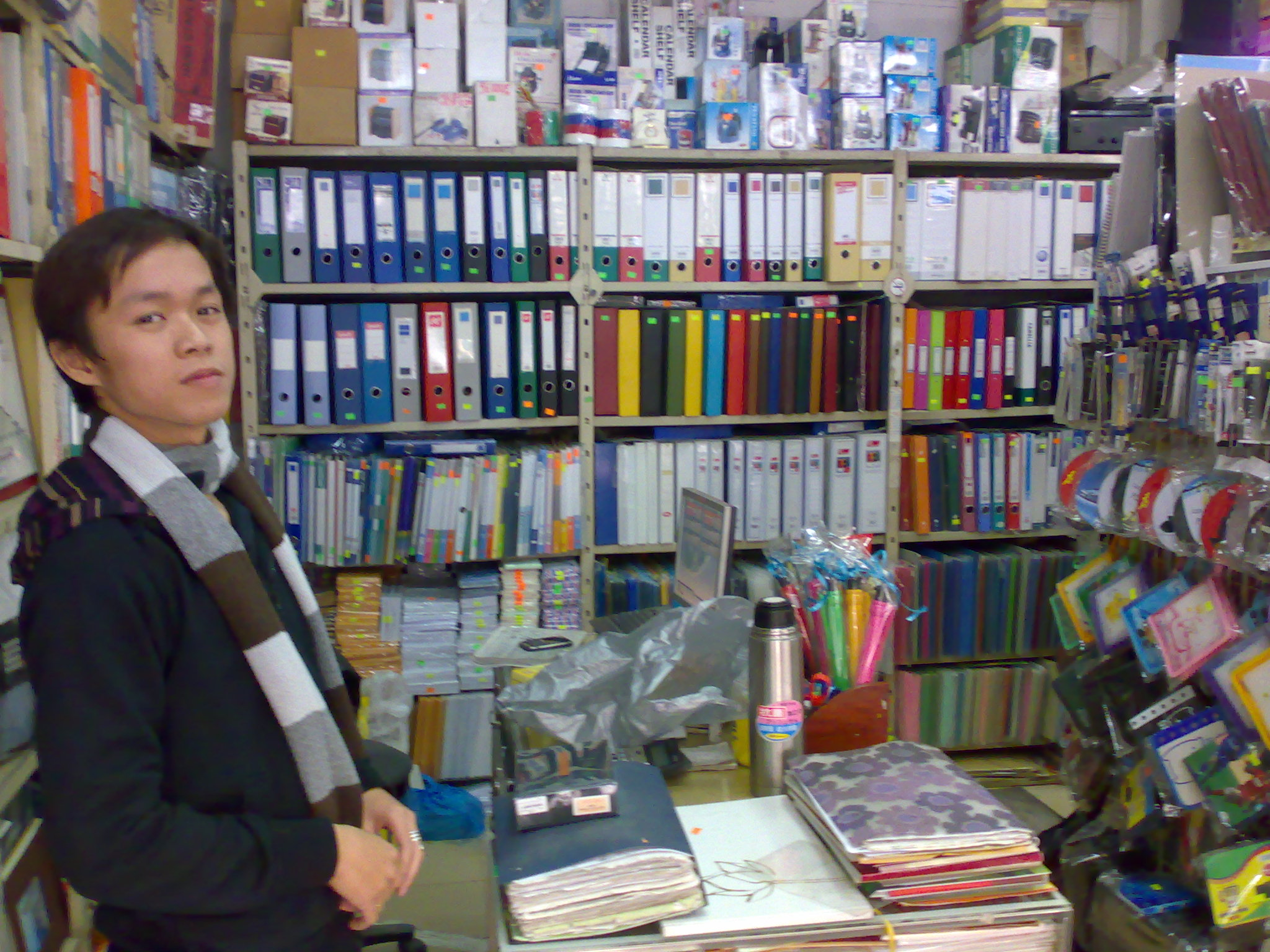
یک فروشگاه نوشت‌افزار

نوشت‌افزار یا لوازم التحریر (به انگلیسی: Stationery) یک اسم ناشمارا است که به گروه گسترده‌ای از ابزارهای نوشتاری و تولید شده‌ای گفته می‌شود که به کاغذ، پاکت نامه یا تجهیزات اداری اشاره دارد. نوشت‌افزار شامل موادی است که باید با دست (به عنوان مثال، کاغذنامه) یا توسط تجهیزاتی مانند: چاپگرهای رایانه‌ای نوشته شوند.